# 丁国栋
丁国栋（？—1649年），明末清初西北甘肃起义领袖。甘州（今甘肃省张掖市）人。

## 生平
丁国栋原为明朝驻甘州等地军官，先降于李自成义军，顺治初年降清朝。顺治五年（1648年）三月，因对清“重满轻汉”和“剃髮令”不满，与甘州副将米喇印乘调兵湖广之机，在甘州城楼宴请甘肃巡抚张文衡等文武官员，席间杀巡抚、总兵等官员，宣布起义反清。拥立明延长王为王，以“反清复明”为号召，攻下凉州（今甘肃省武威市），留为守城。米剌印领兵东进，连克狄道（今甘肃省临洮县）、渭源、河州（今甘肃省临夏市）、洮州（今甘肃省临潭县）、岷州（今甘肃省岷县）、金县等地，起义军攻占许多州县，有众十万人，号称百万。关陇大震，给清朝统治者极大震动。因战线太长，力量分散，被清军击败。五月，米刺印被俘被害。丁国栋率余部退守甘州，继续与清军作战。顺治六年（1649年）元月，清军攻破甘州，他率余部由甘州退据肃州（今甘肃省酒泉市），继续抗击清军。清兵追击，肃州城破，遭清军杀害。